# Ichneutes brevis
Ichneutes brevis är en stekelart som beskrevs av Wesmael 1835. Ichneutes brevis ingår i släktet Ichneutes och familjen bracksteklar. Arten är reproducerande i Sverige. Inga underarter finns listade i Catalogue of Life.